# Ordensverbot
Ein Ordensverbot untersagt bestimmten Personen die Annahme von Orden und Ehrenzeichen. Es findet sich in verschiedenen aktuellen und historischen Gesetzgebungen. Insbesondere zu erwähnen sind die Verhältnisse in der Schweiz, in den Hansestädten sowie in der Weimarer Republik.

## Schweiz
In der Schweiz existieren aufgrund der starken republikanischen Tradition keine staatlichen Orden. In der Vergangenheit wurden vereinzelt Medaillen vergeben.
Seit dem Mittelalter versuchten ausländische Staaten einflussreiche Schweizer mit Geld, (Ehren-)Titeln oder Orden in ihrem Sinne zu beeinflussen. Seit dem 15. Jahrhundert bemühte sich die Tagsatzung diese Praxis einzudämmen, konnte sich aber nie durchsetzen. In der Bundesverfassung von 1848 wurde in Art. 12 festgehalten, Behördenmitglieder und Beamte «dürfen von auswärtigen Regierungen weder Pensionen oder Gehalte, noch Titel, Geschenke oder Orden annehmen».
Der prominenteste Fall betraf den 1902 amtierenden Nationalratspräsidenten Gustave Ador. Er trat aus dem Nationalrat zurück, weil er den von ihm bereits entgegengenommenen Orden der Ehrenlegion nicht zurückgeben wollte. Im Oktober desselben Jahres wurde Ador erneut in den Nationalrat gewählt und vereidigt, ohne dass er die Auszeichnung hätte zurückgeben müssen.
Zur Eindämmung der zahlreichen Ordensverleihungen an Schweizer wurde 1927 eine Volksinitiative lanciert. Die Initianten um den rechtsbürgerlichen, germanophilen Volksbund für die Unabhängigkeit der Schweiz wollten allen Bürgern die Annahme von Orden verbieten. Eine Übertretung des Verbots hätte den Verlust der politischen Rechte zur Folge gehabt. Die Initiative wurde zugunsten eines direkten Gegenvorschlags zurückgezogen, welcher 1931 mit rund 70 % Ja-Stimmen, aber gegen den Willen der französischsprachigen Kantone angenommen wurde. Der Gegenvorschlag beschränkte sich auf eine Regelung für Behördenmitglieder, Beamte und Angehörige der Armee. Neu wurde vor einem Amtsantritt ein ausdrücklicher Verzicht auf das Tragen von Titeln und eine Rückgabe von Orden verpflichtend.
Anlässlich der Bundesverfassungsrevision von 1999 wurde eine Herabstufung des Verbots von der Verfassungs- auf die Gesetzesstufe beschlossen. Dazu mussten verschiedene Gesetze angepasst werden (Regierungs- und Verwaltungsorganisationsgesetz, Geschäftsverkehrs- bzw. Parlamentsgesetz, Militärgesetz).

## Hansestädte
Das hanseatische Ordensverbot geht auf Hamburger Stadtrecht aus dem 13. Jahrhundert zurück. Die Tatsache, dass die „äußerlich sichtbaren Ordens-Insignien den Dekorierten vor seinen Kollegen und Mitbürgern als einen vorzüglicheren auszeichnen sollen“, galt schon damals als ein Umstand, der in entschiedenem Widerspruch zum bürgerlichen Geiste der Verfassung stehe. („Es gibt über dir keinen Herren und unter dir keinen Knecht.“) So ist es nach Hamburger Ordenspraxis bis heute noch bei allen Senatoren, Bürgerschaftsabgeordneten und Mitarbeitern im öffentlichen Dienst zumindest verpönt, Auszeichnungen anzunehmen – auch nach ihrer Pensionierung. Früher war es den führenden Repräsentanten verboten. Grundsätzlich nahmen und nehmen auch die Mitglieder des Bremer Senats keine auswärtigen Orden an.
Als einziges Bundesland stimmte die Freie Hansestadt Bremen gegen die Stiftung des Bundesverdienstkreuzes. Bremen und Hamburg sind zudem die einzigen Bundesländer, die keinen eigenen Verdienstorden gestiftet haben. Es wurden und werden aber von den Hansestädten Medaillen verliehen (beispielsweise Portugaleser und Bene Merenti), und im Ersten Weltkrieg stifteten die drei Hansestädte Bremen, Hamburg und Lübeck 1915 je eigene Ausprägungen des Hanseatenkreuzes als Kriegsauszeichnung.

## Weimarer Republik
Das Ordensverbot in der Weimarer Republik war das verfassungsmäßige Verbot der Verleihung von Orden und Ehrenzeichen. Art. 109 der Weimarer Reichsverfassung (WRV) schrieb ein staatliches Verbot von Orden und Ehrenzeichen fest. Das Deutsche Reich verlieh keine Orden und Ehrenzeichen (Art. 109 Abs. 5), kein Reichsangehöriger durfte ausländische Orden annehmen (Art. 109 Abs. 6).
Das Ordensverbot wurde in der Praxis nicht vollständig durchgesetzt, da die Länder weiterhin die Lebensrettungsmedaille verliehen und der Reichspräsident ausländischen Staatsgästen das Ehrenzeichen des Deutschen Roten Kreuzes – das nicht unter das staatliche Ordensverbot fiel, da das DRK privatrechtlich organisiert war – verlieh.
Für geistige und künstlerische Verdienste schuf der Reichspräsident 1922 den „Adlerschild des Deutschen Reiches“ und anlässlich des 100. Todestages Goethes 1932 die Goethe-Medaille für Kunst und Wissenschaft. Diese Auszeichnungen waren sogenannte „Vitrinenorden“, das heißt, sie konnten nicht getragen werden, und fielen damit nicht unter das Verbot des Art. 109 WRV.
Die Bestimmung fand gemäß Art. 175 WRV keine Anwendung auf Orden und Ehrenzeichen für Verdienste in den Kriegsjahren 1914–1919.